# 莫泰君多山
莫泰君多山保护区是葡萄牙里斯本區的自然保护区，处于Montejunto-Estrela山脉，最高海拔666米，该保护区是Estremenho石灰岩断层的一部分。
该地区的特色为生物多样性，也是观赏蝴蝶，蜻蜓和当地植被的基地。在该区域有三种被认为是濒临灭绝的物种：雕鸮、白腹隼雕和高山雨燕，因此受到严格保护。
这里还有一个被遗弃的皇家冰厂，在被遗弃之后，这个废墟在1997年被宣布为国家文物，此后一直做一些恢复性工作。自16世纪以来，天主教多明我会修道士一直住在Montejunto。18世纪开始冰的生产。欧洲其他地方在当时都是在冬天用雪来生产冰。这个冰厂因为在山中，水质非常好。 在秋季晚上温度低時开始生产。先把水池充满了水，当晚上寒冷来临时，夜间就能产生冰。冰储存在地窖中。直到夏天才被车或者船只送往里斯本。该工厂于19世纪末关闭，多年来一直被遗忘。